# San Luca (Montefalco)
San Luca è una frazione del comune di Montefalco (provincia di Perugia), dal quale dista 6 km circa, ed ha una popolazione di circa 160 abitanti. È posta su di una delle propaggini dei Monti Martani, a quota 228 m s.l.m., sul limitare della Valle Umbra in posizione equidistante da Spoleto e da Foligno.

## Storia
Non si hanno notizie certe sulla nascita di San Luca, ma certamente il luogo era già abitato in epoca romana come testimoniano moltissimi reperti archeologici rinvenuti in zona. 
Nel Medioevo fu un semplice nucleo abitato raccolto intorno alla chiesa dedicata all'Evangelista, ed appartenne al comune di Trevi sotto la cui giurisdizione è restata fino al 1809. Con la riorganizzazione dello Stato Pontificio divenne comune appodiato di Montefalco insieme ai vicini centri di Fratta e Fabbri. Con l'unità d'Italia è stata ridotta a semplice frazione. 
Nel territorio di quello che fu il comune di San Luca nel 1861 apparve la vergine a Federico Cionchi, un ragazzo sanluchese che stava pascolando animali nei pressi dei ruderi della chiesa di San Bartolomeo. Negli anni che seguirono sul luogo fu eretto un santuario, oggi chiamato della Madonna della Stella, ma che allora era conosciuto come Madonna di San Luca. Attualmente il santuario, con l'annesso convento, presso il quale fu istituito anche un liceo ad uso dei novizi, è retto dai padri Passionisti.
Nel 1935 fu abbattuta la vecchia chiesa parrocchiale e ne fu ricostruita una nuova utilizzando molti materiali di risulta del vecchio fabbricato tra i quali pietre di origine romana. 
Nel 1952 la comunità di San Luca si dotò di un asilo infantile, uno dei pochi in tutta la regione, che fu condotto per molti anni da una comunità di suore della Divina Provvidenza. 
Nel 1954 fu ripresa un'antichissima manifestazione del venerdì Santo, che con il tempo è diventata "Dramma della Passione" una sacra rappresentazione che richiamava ogni anno migliaia di spettatori. 
Dal 1990 ogni anno a San Luca, gli ultimi dieci giorni del mese di luglio, si svolge la "Settimana Sanluchese", una manifestazione che richiama migliaia di persone. Dal 2018 la festa è stata interrotta per problemi strutturali della chiesa dove veniva celebrata.

## Monumenti
- Chiesa parrocchiale. Fu costruita a partire dal 1934 su progetto di Girolamo Zuccari e fu consacrata nel 1936. All'interno si conservano due affreschi del XV e XVI secolo, staccati dalla vecchia chiesa parrocchiale. Alla base del campanile è murato un cippo di epoca romana dedicato al Dio Sole. Presso il lapidarium del Museo civico di Montefalco si trova un notevole capitello corinzio rinvenuto nella canonica che sorge nei pressi della chiesa. Una inesplorata area archeologica si trova ad alcune decine di metri dall'abitato.
- Nel territorio di San Luca sorge il santuario della Madonna della Stella, iniziato negli anni sessanta dell'Ottocento dall'architetto perugino Giovanni Santini, ma terminato solo nel 1877, per ricordare le apparizioni mariane avute, secondo la tradizione, nel 1862 da un bambino di cinque anni, Federico Cionchi[10].